# العلاقات الجنوب إفريقية الفلسطينية
العلاقات الجنوب أفريقية الفلسطينية هي العلاقات الثنائية التي تجمع بين جنوب أفريقيا ودولة فلسطين.

## التاريخ
كان للمؤتمر الوطني الأفريقي علاقات وثيقة مع منظمة التحرير الفلسطينية. كما كان لنيلسون مانديلا علاقات وثيقة مع ياسر عرفات. بعد أول انتخابات غير عنصرية في عام 1994، أقامت جنوب أفريقيا علاقات دبلوماسية مع دولة فلسطين في 15 فبراير 1995.
زار رئيس جنوب أفريقيا في حينه نيلسون مانديلا كل من إسرائيل وفلسطين ودعا إلى السلام بين الجانبين. ومع ذلك، فقد انتقدت بعض الشخصيات البارزة في جنوب أفريقيا، مثل ديزموند توتو وروني كاسريلز   معاملة إسرائيل للفلسطينيين، وقارنوا بين أوجه الشبه بين نظام الفصل العنصري في جنوب إفريقيا ونظام الفصل العنصري في إسرائيل. كما اتهم مؤتمر نقابات عمال جنوب إفريقيا، الذي يمثل 1.2 مليون عامل من جنوب إفريقيا، إسرائيل بممارسة الفصل العنصري، ودعم مقاطعة جميع المنتجات الإسرائيلية.
لاحقًا عام 1995، افتتحت السفارة الفلسطينية في جنوب إفريقيا، وعام 1999 افتتحت ممثلية جنوب إفريقيا لدى السلطة الفلسطينية.

### عقد 2000
خلال الحرب على غزة 2008-2009، دعت نائبة وزير خارجية جنوب إفريقيا فاطمة حجاج إسرائيل إلى وقف الهجمات العسكرية في غزة وسحب قواتها من الحدود على الفور، قائلة «إن حكومة جنوب إفريقيا ترى أن استمرار الحصار على غزة غير مقبول لأنه لا تسمح بوصول المساعدات الإنسانية مثل الأدوية والغذاء والمياه إلى سكان غزة اليائسين». وجاء في بيان صادر عن وزارة الخارجية أن «حكومة جنوب إفريقيا تدين بأشد العبارات الممكنة تصعيد العنف من جانب إسرائيل على غزة».

### عقد 2010
بعد غارة أسطول غزة في 31 مايو 2010، أصدرت إدارة العلاقات الدولية والتعاون في جنوب إفريقيا بيانًا «يدين بشدة العدوان العسكري الإسرائيلي على المدنيين الأبرياء، بمن فيهم أولئك الموجودون في الضفة الغربية المحتلة وغزة». في 3 يونيو، استدعت جنوب إفريقيا سفيرها من إسرائيل، وتم استدعاء السفير الإسرائيلي إلى دائرة العلاقات الدولية والتعاون لتوبيخه.
خلال الحرب الإسرائيلية على قطاع غزة عام 2014 ، صرح المتحدث باسم وزارة الخارجية، كلايسون مونييلا، أن جنوب أفريقيا «تحث بقوة جميع الأطراف على الامتناع عن الرد على العنف بالعنف وممارسة ضبط النفس، بما في ذلك وقف الاعتقال التعسفي للمدنيين الفلسطينيين واستخدام العقاب الجماعي للفلسطينيين».

### عقد 2020
في مارس 2023، تبنى برلمان جنوب إفريقيا قرارًا بتخفيض مستوى سفارتها لدى إسرائيل إلى مكتب اتصال.